# A Vad Focibanda
Német ifjúsági regénysorozat. Írta Joachim Masannek, illusztrálta Jan Birck. A 13 részes sorozat egy gyerekekből álló focicsapat kalandjait meséli el.
Az első rész 2001-ben jelent meg Németországban. Magyarországon a budapesti Fabula Stúdió gondozásában került a boltokba 2004 és 2007 között.
A regényekből 5 részes filmsorozatból is készült, több hónapig vezette a nézettségi listát.

## A sorozat részei
- 1. Leó, a cselkirály; 2004
- 2. Félix, a tornádó; 2004
- 3. Kitti, a vagány; 2004
- 4. Tomi, a betonhátvéd; 2005
- 5. Denisz, a lokomotív; 2005
- 6. Raban, a hős; ford. F. Kárpát Kinga; 2005
- 7. Tippmix Maxi; ford. F. Kárpát Kinga; 2005
- 8. Fábi, a világ leggyorsabb jobbszélsője; ford. F. Kárpát Kinga; 2006
- 9. Lóri, a felmentősereg; ford. F. Kárpát Kinga; 2006
- 10. Márió, a tízes; ford. F. Kárpát Kinga; 2006
- 11. Jojó, a mágus; ford. F. Kárpát Kinga; 2007
- 12. Rocco, a labdazsonglőr; ford. F. Kárpát Kinga; 2007
- 13. Márk, a csodakapus; ford. F. Kárpát Kinga; 2007